# حركة حرية التعبير

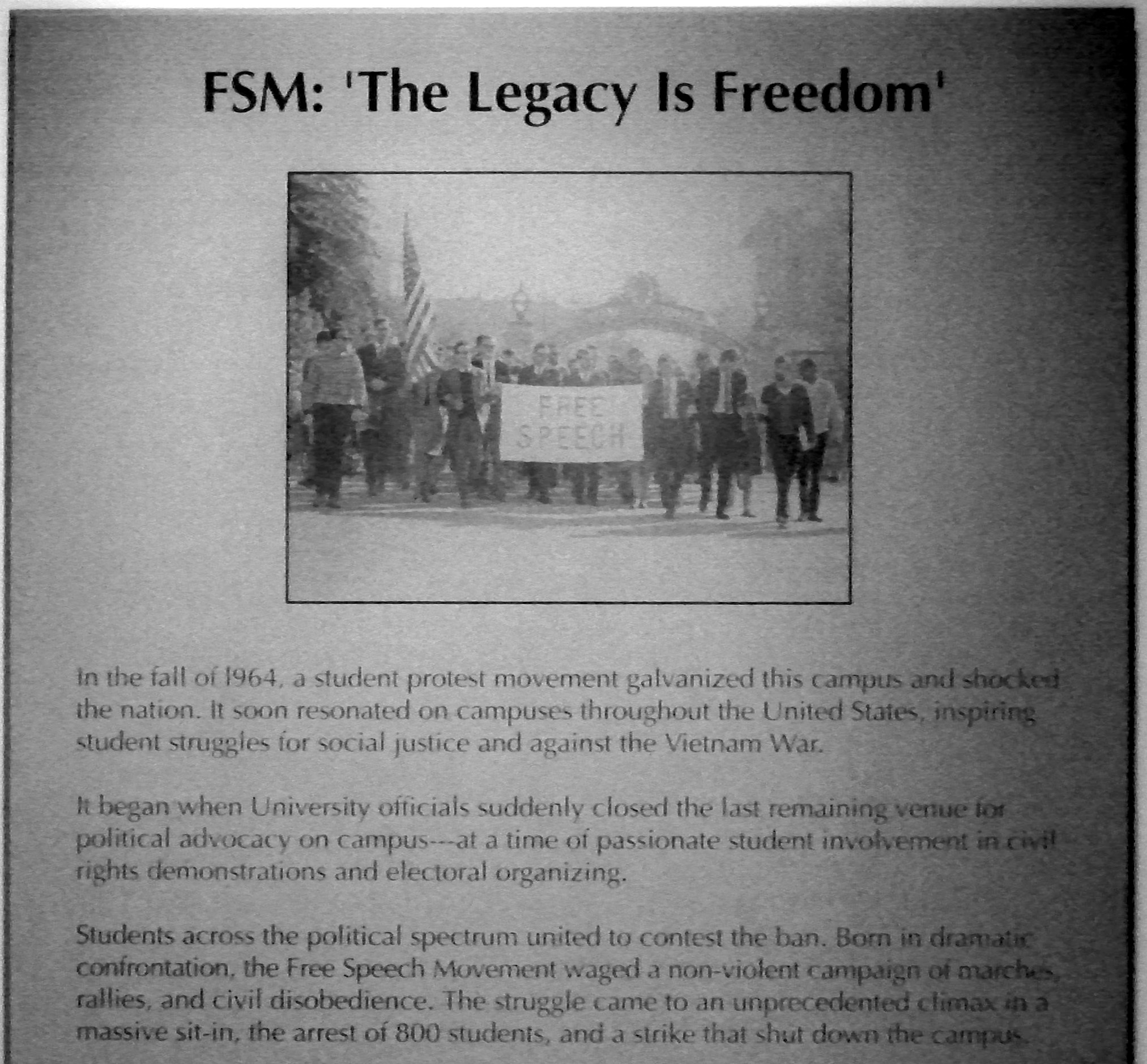
نصب تذكاري لحركة حرية التعبير في جامعة كاليفورنيا في بيركلي

كانت حركة حرية التعبير (FSM) عبارة عن احتجاج طلابي ضخم وطويل الأمد حدث خلال العام الدراسي 1964-1965 في حرم جامعة كاليفورنيا، بيركلي. كانت الحركة بشكل غير رسمي تحت القيادة المركزية لطالب الدراسات العليا في بيركلي ماريو سافيو. ومن بين قادة الطلاب الآخرين جاك واينبرغ، ومايكل روسمان، وجورج بارتون، وبريان تورنر، وبيتينا أبتكر، وستيف وايزمان، ومايكل تيل، وآرت غولدبرغ، وجاكي غولدبرغ، وآخرين.
بمشاركة آلاف من الطلاب، كانت حركة حرية التعبير أول عمل جماعي للعصيان المدني في حرم جامعي أمريكي في الستينيات. أصر الطلاب على أن ترفع إدارة الجامعة الحظر المفروض على الأنشطة السياسية داخل الحرم الجامعي والاعتراف بحق الطلاب في حرية التعبير والحرية الأكاديمية. تأثرت حركة حرية التعبير باليسار الجديد، وكانت مرتبطة أيضًا بحركة الحقوق المدنية والحركة المناهضة لحرب فيتنام. حتى يومنا هذا، يستمر إنجاز الحركة في تشكيل الحوار السياسي الأمريكي في كل من حرم الجامعات وفي المجتمع الأوسع، مما يؤثر على الآراء والقيم السياسية لطلاب الجامعات وعامة الناس.

## 1964-1965

### خلفية
في عام 1958، قام الطلاب الناشطون بتأسيس «SLATE»، وهو حزب سياسي في الحرم الجامعي يعني «قائمة» من المرشحين الذين يتنافسون على نفس المستوى - نفس «القائمة». أنشأ الطلاب حزب «SLATE» لتعزيز حق مجموعات الطلاب في دعم القضايا خارج الحرم الجامعي. في خريف عام 1964، قام الطلاب الناشطون، الذين سافر بعضهم مع فرسان الحرية وعملوا على تسجيل الناخبين الأمريكيين من أصل أفريقي في ميسيسيبي في مشروع صيف الحرية، بإنشاء جداول معلومات في الحرم الجامعي وكانوا يلتمسون التبرعات لأسباب تتعلق بالحقوق المدنية حركة. وفقًا للقواعد القائمة في ذلك الوقت، اقتصر جمع التبرعات للأحزاب السياسية على نوادي المدارس الديمقراطية والجمهورية. كان هناك أيضًا «قسم ولاء» إلزامي مطلوب من أعضاء هيئة التدريس، مما أدى إلى الفصل والجدال المستمر حول الحرية الأكاديمية. صرحت سول ستيرن، الراديكالية السابقة التي شاركت في حركة حرية التعبير، في مقال نُشر في صحيفة سيتي جورنال عام 2014 أن الجماعة تعتبر الولايات المتحدة عنصرية وإمبريالية وأن الهدف الرئيسي بعد رفع قسم الولاء لبيركلي كان البناء على إرث سي رايت ميلز وإضعاف إجماع الحرب الباردة من خلال الترويج لأفكار الثورة الكوبية.
في 14 سبتمبر 1964، أعلنت رئيس الجامعة كاثرين تاول أن لوائح الجامعة الحالية التي تحظر الدفاع عن القضايا السياسية أو المرشحين، والمتحدثين السياسيين الخارجيين، وتجنيد الأعضاء، وجمع التبرعات من قبل المنظمات الطلابية عند تقاطع شارع بانكروفت وتليجراف أفنيوز سيتم «تنفيذها بصرامة».

### جاك واينبرغ والاعتصام
في الأول من أكتوبر عام 1964، كان طالب الدراسات العليا السابق جاك واينبرج جالسًا على طاولة مؤتمر المساواة العرقية. ورفض إبراز هويته لشرطة الحرم الجامعي واعتقل. كانت هناك حركة عفوية للطلاب لتطويق سيارة الشرطة التي كان من المقرر أن يتم نقله فيها. كان هذا شكلاً من أشكال العصيان المدني الذي أصبح جزءًا رئيسيًا من الحركة. كان الهدف من هذه الاحتجاجات توضيح أن الجانب المعارض كان على خطأ. بقيت سيارة الشرطة هناك لمدة 32 ساعة، بينما كان واينبرغ بداخلها. في وقت ما، ربما كان هناك 3000 طالب حول السيارة. تم استخدام السيارة كمنصة للمتحدث وعُقدت مناقشة عامة مستمرة استمرت حتى تم إسقاط التهم الموجهة إلى واينبرغ.

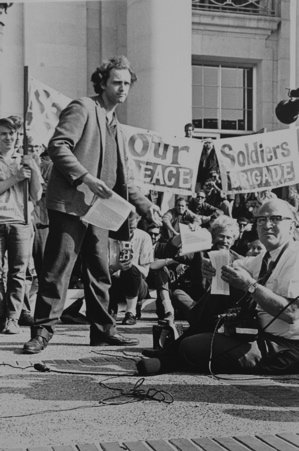
ماريو سافيو يقود مسيرة على دُرجات قاعة سبراول في عام 1966.

### إنجازات
لأول مرة، تم جلب تكتيكات العصيان لحركة الحقوق المدنية من قبل حركة حرية التعبير إلى حرم جامعي في الستينيات. أعطت هذه الأساليب الطلاب نفوذاً استثنائياً لتقديم مطالب إداريي الجامعة، وبناء الأساس للاحتجاجات المستقبلية، مثل تلك ضد حرب فيتنام.

## وصلات خارجية
- مقالات كتبها جو فريمان عن الاحتجاج الاجتماعي في بيركلي
- وثائق من SLATE - الحزب السياسي الطلابي بجامعة كاليفورنيا في بيركلي (1958-1966) وأول المنظمات الطلابية في صعود اليسار الجديد والحركات الطلابية
- حساب جون سيرل من ولايات ميكرونيزيا الموحدة ؛ بعض الصور على موقع John Searle .
- «تاريخ الناس في بيركلي» - تاريخ واسع في ويكي بارينجتون الجماعي
- التسجيلات الصوتية عبر الإنترنت من حركة الكلام الحر - مكتبة جامعة كاليفورنيا في بيركلي
- أرشيف حركة الكلام الحر
- المحفوظات الرقمية لحركة الكلام الحر من جامعة كاليفورنيا في بيركلي نسخة محفوظة 5 نوفمبر 2011 على موقع واي باك مشين.
- معرض صور حركة الكلام الحر 1964-1965 للطالب وكبير المصورين لصحيفة ديلي كاليفورنيان رون إنفيلد - يتضمن الصورة المميزة لمسيرة طلاب حركات الكلام الحر عبر بوابات الكلية وصور ماريو سافيو وجوان بايز وفيل أوكس، وأكثر.
- FSM @ 40: حرية الكلام في وقت خطير
- تم تسليم النص والصوت والفيديو لعنوان Mario Savio's Sproul Hall Sit-in في 2 ديسمبر 1964
- «بيركلي في الستينيات»
- تم التقاط الصور في قاعة سبراول أثناء الاعتصام، بما في ذلك استيلاء الشرطة على المبنى
- مكارثي، عضو مجلس الشيوخ عن ولاية كاليفورنيا، خطاب «الوضع في الجامعات» أمام نادي الكومنولث في كاليفورنيا
- خطاب المستشار السابق إدوارد سترونج «ما هو المستقبل للجامعة» أمام نادي الكومنولث في كاليفورنيا
- خطاب المستشار روجر دبليو هاين «تقاليد الجامعة والتغيير الاجتماعي» لنادي الكومنولث في كاليفورنيا
- صور حركة الكلام الحر في كالسفير
- أوراق المشاركين في دليل حركة الكلام الحر، 1959-1997 (الجزء الأكبر 1964-1972) في مكتبة بانكروفت